# Rivière Richelieu
Pour les articles homonymes, voir Richelieu.
La rivière Richelieu (en abénaqui: Masoliantekw) est une rivière prenant sa source du lac Champlain, coulant vers le nord et se déversant dans le fleuve Saint-Laurent. Autrefois appelée la « rivière des Iroquois » puis « rivière Chambly », elle est le principal cours d'eau de la région administrative de la Montérégie, au Québec.
À cause de sa position stratégique, entre la Nouvelle-France et la Nouvelle-Angleterre, plusieurs fortifications militaires ont été érigées sur le parcours de cette rivière. Elle a servi de passage à plusieurs excursions militaires et a été le théâtre de plusieurs batailles, entre la fin du XVIIe siècle et le début du XIXe siècle, entre les Français et les Iroquois, puis entre Français et les Anglais, durant le régime de la Nouvelle-France, enfin entre les Anglais et les Américains, après 1760. Elle a été une voie clé de transport fluvial pour le commerce transfrontalier entre le Canada et les États-Unis, jusqu'à l'arrivée des chemins de fer au milieu du XIXe siècle.

## Géographie

Bassin versant du Richelieu.

Avec son bassin versant d’une superficie totale de 23 720 km2 — incluant ceux du lac Champlain (19 925 km2) et de la baie Missisquoi (1 289 km2) — la rivière Richelieu constitue le plus important tributaire de la rive sud du fleuve Saint-Laurent et draine un vaste territoire du sud du Québec. Les eaux proviennent des pentes ouest des Montagnes Vertes (anglais : Green Mountains) et des pentes orientales des montagnes Adirondacks de État de New York. La vallée du lac Champlain constitue l'essentiel du bassin versant.
D’une longueur de 124 km, la rivière Richelieu débute à l’une des extrémités nord du lac Champlain, à la frontière entre le Canada (province de Québec) et les États-Unis (États du Vermont et de New York). Dans son parcours vers le nord, cette rivière traverse plusieurs villes et villages : Lacolle, Noyan, Saint-Paul-de l'Île-aux-Noix, Saint-Blaise-sur-Richelieu, Henryville, Sainte-Anne-de-Sabrevois, Saint-Jean-sur-Richelieu, Saint-Mathias-sur-Richelieu, Richelieu, Chambly, Otterburn Park, Mont-Saint-Hilaire, McMasterville, Belœil, Saint-Charles-sur-Richelieu, Saint-Denis-sur-Richelieu, Saint-Ours et Sorel-Tracy. Finalement, la rivière se déverse dans le fleuve Saint-Laurent, à l'entrée du Lac Saint-Pierre, à environ 40 km au nord-est de l'Île de Montréal et environ 150 km au sud-ouest de la ville de Québec.
La portion québécoise du bassin versant (environ 15 % de sa superficie totale) de la rivière Richelieu comprend 18 lacs et étangs ainsi qu’une quarantaine de rivières et ruisseaux tributaires du Richelieu. Les principaux affluents du Richelieu sont les rivières l’Acadie, du Sud, des Hurons et Lacolle,.
Près de 340 000 habitants, répartis dans huit municipalités régionales de comté (MRC) et 65 municipalités, vivent dans la partie québécoise du bassin versant de la rivière. La densité de la population (140 habitants par km2) y est donc très élevée par rapport à celle de la plupart des autres régions du Québec. Un peu plus de 70 % de ce territoire est utilisé à des fins agricoles.
Depuis l’ouverture du canal de Chambly en 1843 et de l'écluse de Saint-Ours en 1849, le Richelieu permet la navigation entre le fleuve Saint-Laurent et le lac Champlain. À l’extrémité sud du lac, le canal Champlain (ouvert en 1823) permet ensuite de rejoindre le fleuve Hudson et, en aval, la ville de New York, où le fleuve se jette dans l’océan Atlantique.

### Parcours de la rivière et hydrologie
La pente moyenne de la rivière Richelieu est de 0,19 m/km, mais 24 mètres de dénivellation entre St-Jean-sur-Richelieu et Chambly pour un débit moyen de 330 m3/s. 
Par convention, on distingue généralement trois grandes sections de la rivière :
- Le Haut-Richelieu (entre le lac Champlain et Saint-Jean-sur-Richelieu) : Il se caractérise par une très faible dénivellation (0,3 m sur 35 km). D’une largeur d’environ 1,5 km à son extrémité sud, il devient de plus en plus étroit (une largeur d’environ 250 m dans ses zones les plus étroites). Il passe par les villes de Saint-Jean-sur-Richelieu, d’Iberville et de Saint-Luc (fusionnées depuis 2001).

- Le canal de Chambly (de Saint-Jean-sur-Richelieu à Chambly) : Du fait de sa dénivellation importante dans ce secteur — 25 m sur 12 km —, la rivière est jalonnée de nombreux rapides. Le canal, composé de neuf écluses et d’une longueur de près de 19 km, permet aux embarcations de les contourner[8]. À Chambly, la rivière s'élargit et forme le Bassin de Chambly.

- Le Bas-Richelieu (entre Chambly et le fleuve Saint-Laurent) : Il passe notamment par les villes d’Otterburn Park, de Beloeil, de Mont-Saint-Hilaire et par les municipalités de McMasterville, de Saint-Charles-sur-Richelieu et de Saint-Denis-sur-Richelieu. À Saint-Ours, la rivière se caractérise à nouveau par une forte dénivellation, avant de se jeter dans le fleuve Saint-Laurent à Sorel-Tracy, au sud-ouest du lac Saint-Pierre.

Plusieurs îles fluviales jalonnent le parcours de la rivière Richelieu. Sans doute la plus célèbre, l’île aux Noix se trouve sur le Haut-Richelieu et abrite le fort Lennox, considéré comme un lieu historique national. En aval, l’île Sainte-Thérèse, près de Saint-Jean-sur-Richelieu (secteur de Saint-Luc), est la plus grande île du Richelieu (sa longueur est d’environ 4 km et sa largeur maximale de 1 km). Autrefois agricole, elle est aujourd’hui largement résidentielle. Elle doit son nom au fort Sainte-Thérèse, construit en 1665 sur la rive Ouest du Richelieu un peu en aval de ladite île, mais abandonné à la fin du XVIIIe siècle et dont il reste des vestiges mis en valeur par Parcs Canada.
Le Richelieu est l'une des trois principales rivières du Québec tributaires du fleuve Saint-Laurent, qui coulent du sud vers le nord, les deux autres étant les rivières Chaudière et Châteauguay. Des embâcles peuvent se former au printemps avec la fonte des glaces au sud alors que le nord est encore gelé, provoquant des inondations.

### Affluents dans la partie québécoise du cours d'eau
- Rivière l'Acadie[10], 82 km. Embouchure : Carignan.
- Rivière du Sud (Richelieu), 39,1 km. Embouchure : Henryville.
- Rivière Amyot, 11,7 km. Embouchure : Saint-Charles-sur-Richelieu.
- Rivière Lacolle, 24 km. Embouchure : Lacolle.
- Rivière des Hurons (Vallée du Richelieu), 33 km. Embouchure : Saint-Mathias-sur-Richelieu
- Rivière Des Iroquois, 10,1 km. Embouchure : Saint-Jean-sur-Richelieu.
- Rivière Bernier, 12,9 km. Embouchure : Saint-Jean-sur-Richelieu.
- Ruisseau Massé. Embouchure : Carignan.
- Ruisseau Bernard Est. Embouchure : Otterburn Park.
- Ruisseau Bernard Ouest. Embouchure : McMasterville.
- Ruisseau Nord : Embouchure : Saint-Mathieu-de-Belœil.
- Ruisseau Sud : Embouchure : Saint-Mathieu-de-Beloeil.

## Géologie
La vallée de la rivière Richelieu repose sur des roches sédimentaires formées durant le cambrien de l'ère paléozoïque il y a 450 millions d'années. La fondation rocheuse se compose de schistes argileux et de grès. Les schistes argileux sont des roches sédimentaires d'origine mécanique provenant de la désagrégation des roches préexistantes. Les grès sont formés de grains de quartz unis entre eux et sont toujours le résultat de dépôt de rivage. 
Les schistes d'Utica contiennent habituellement une abondance de paillettes de mica et une teneur en quartz importante. Le schiste d'Utica est particulièrement propice à l’exploitation des gaz de schiste. Ceux du groupe de Lorraine, de couleur gris sombre, contiennent aussi des lentilles de grès pouvant atteindre 5 cm d'épaisseur. Ce sont les roches du groupe Lorraine (sous-formation de Breault) qui recouvrent la majeure partie du secteur. Ce groupe (sous-formation de Chambly) renferme les plus récentes roches sédimentaires de la région : une série d'argiles schisteuses et calcaireuses qui deviennent rouges dans les parties supérieures.  
Historiquement, la formation des roches de la région résulte de son immersion, vers la fin de l'ère géologique ordovicienne, qui a eu pour conséquence la mise en place de sédiments marins. Puis soulevée par les forces tectoniques, toute la région a été soumise à une longue érosion depuis la fin de l'ordovicien jusqu'à la fin du tertiaire. Par la suite, après avoir été recouverte d'une épaisse couche de glace lors du quaternaire, la région des basses terres du Saint-Laurent a été submergée par la mer Champlain à la suite de l'affaissement de l'assise sous-jacente, conséquence du poids des glaciers. Après avoir déposé des argiles et des sables, la mer a dû régresser, à la suite du redressement du socle, et a laissé la région dans son état actuel.
La vallée présente un relief peu accentué qui est recouvert d'un important dépôt d'argile pouvant atteindre jusqu'à 50 mètres d'épaisseur. Les basses terres faisaient autrefois partie d'une plaine d'alluvions du Saint-Laurent plus grande qu'elle ne l'est aujourd'hui. À une époque géologique relativement récente, la glaciation changea le relief qui, par la suite, fut atténué par les dépôts de sédiments datant de l'ère post-glaciaires de la mer de Champlain.
La formation géologique la plus proéminente du bassin versant de la rivière Richelieu est d'ailleurs formée par les collines montérégiennes. De plus, près de la moitié des berges de la rivière Richelieu sont conservées à l'état naturel.
En ce qui concerne l’hydrogéologie de la région, il existe deux grandes classes de dépôts meubles : perméables et peu ou pas perméables. Dans le premier cas, on retrouve des formations sablo-graveleuses permettant l’implantation de puits pouvant en théorie, alimenter un réseau communautaire ou une industrie. Dans le second cas, ce sont des formations permettant tout au plus l’implantation de puits individuels. Une troisième catégorie a pu être ressortie, soit celle des dépôts meubles perméables enfouis, sous-jacents à un horizon imperméable, qui constituent souvent des aquifères très productifs.
Les dépôts meubles perméables rassemblent les sables et graviers d’origine diverse et constituent 18 pour cent de toute la région. 
Les dépôts meubles peu ou pas perméables sont formés de sédiments non consolidés qui occupent 62 pour cent de la zone. Elle regroupe le till compact à matrice argileuse ou silteuse, les sédiments glacio-lacustres fins, l’argile de la mer Champlain, les sédiments fins des plaines alluviales actuelles ainsi que les sédiments organiques.

## Histoire

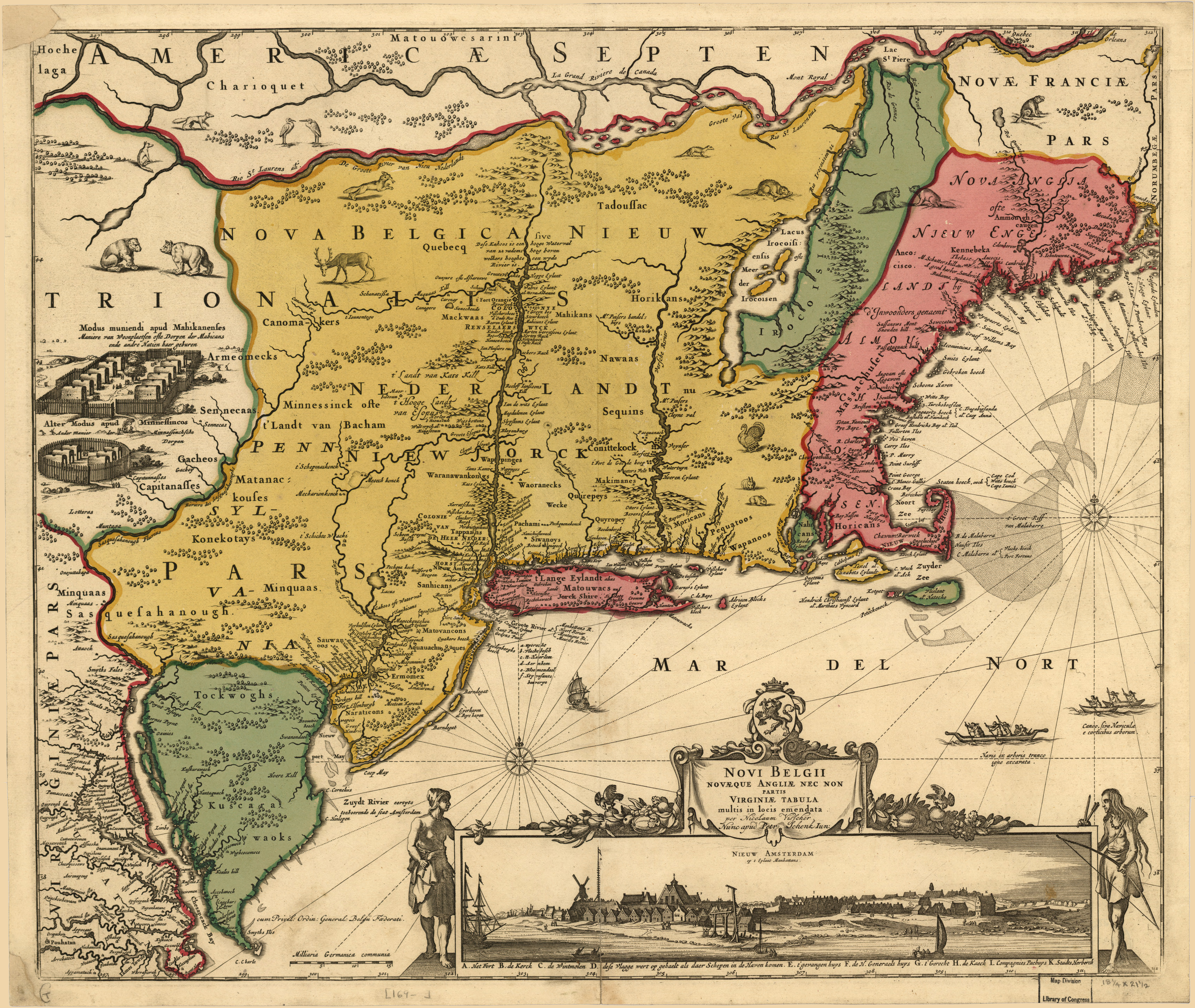
L'iroquoisie est représentée sur cette carte de Nouvelle-Néerlande de 1655. Remarquons le lac Champlain, Lacus Irocoisiensis ofte Meer der Irocoisen et la rivière aux Iroquois, que les Français ont nommée le Richelieu.

Avant l'arrivée des Français, la rivière Richelieu était fréquentée par les Iroquois, les Hurons et les Algonquins. Samuel de Champlain la visite dès 1608, et elle est remontée sur tout son parcours en 1609.  Autrefois appelée Masoliantekw, qui signifie « eau où il y a beaucoup de nourriture » en abénaqui, appelé rivière aux Iroquois au début de la colonie, son nom français lui vient du nom du cardinal de Richelieu (1585-1642), ministre de Louis XIII.
Au XVIIe siècle, les assauts répétés des Iroquois mettent en péril l’existence de la colonie française d’Amérique. Les premiers postes militaires, comme le Fort Richelieu à Sorel et le Fort Saint-Jean sont alors construits. Ce dernier, construit en 1666, mène à la fondation de la ville de Saint-Jean, aujourd'hui Saint-Jean-sur-Richelieu. Au XVIIIe siècle, la région devient un endroit stratégique de plus en plus convoité par les empires coloniaux français et britanniques. Les deux puissances souhaitent étendre leur territoire et contrôler la traite des fourrures. Anglais et Français érigent des postes fortifiés plus imposants, tels que le Fort Lennox de l'Îsle-aux-Noix, le Fort Sainte-Thérèse et le Fort Saint-Louis (ou Fort Chambly). Ces fortifications et les terres fertiles du bord de la rivière y attirent les paysans. C'est à cette époque que la région du Haut-Richelieu obtient son surnom de  « vallée des forts ».
Après 1759-1760, période de la conquête britannique, et  après la guerre d'indépendance des États-Unis, des militaires britanniques et des  loyalistes viennent s'établir sur les rives du Richelieu. Les batailles de Saint-Denis et de Saint-Charles se produisent le long du Richelieu, au cours de la rébellion de 1837.  En 1812, les Américains empruntent la voie maritime pour envahir leur voisin du nord. 
Dans la deuxième moitié du XIXe siècle, la rivière cesse toutefois d'être un chemin de guerre. L'aspect commercial s'affirme avec l'achèvement du canal de Chambly en 1843. Il devient possible de contourner les rapides et d'acheminer directement des billots, de la pâte à papier, du foin et du charbon. À la suite de ce premier canal, tout un réseau de canaux se forment. Ceux-ci permettent de rejoindre le fleuve Hudson, et donc New-York.  Le commerce international entre le Canada et les États-Unis devient possible. Des touristes de New York et Montréal visitent la rivière.  Sa contribution à la prospérité régionale se fait alors déterminante et Saint-Jean devient, au milieu du siècle, le port intérieur le plus important du Québec et du Canada.
La rivière, dont le cours traverse des zones densément peuplées ainsi que plusieurs terres agricoles, a un problème de pollution, particulièrement en aval du Bassin de Chambly. Les mesures concernant le traitement des eaux usées ont réduit la présence de certains polluants au cours des dernières années. 
La villégiature a largement remplacé les activités commerciales générées par le Richelieu, considéré comme un « corridor patrimonial ».
En 2011, d'importantes inondations ont lieu sur les rives de la rivière en Montérégie.

## Sites d'intérêt
Vu le passé chargé d'histoire de la région, la rivière Richelieu rassemble en ses rives et sur ses îles plusieurs sites dont quelques-uns appartiennent à Parcs Canada : lieu historique national du Canal-de-Chambly, lieu historique national du Fort-Lennox, le Fort Saint-Jean.  Quant au lieu historique national du Fort Chambly, il reçoit chaque année des milliers de visiteurs lors de la http://www.bieresetsaveurs.com/ célébrée aux premiers jours de septembre. De plus, le visiteur curieux d'en savoir plus sur l'histoire de la région pourrait se rendre au http://www.museeduhaut-richelieu.com/accueilmhr.html, à Saint-Jean-sur-Richelieu.   
Puisque les produits agricoles de la Montérégie jouissent d'une réputation enviable, nombre de restaurateurs s'installent aux abords de la rivière Richelieu afin de combiner plaisirs de la table et paysage pittoresque. Véritable pays de l'érable et de la pomme, cabanes à sucre et cidreries abondent dans la région.

## Collection d'images anciennes

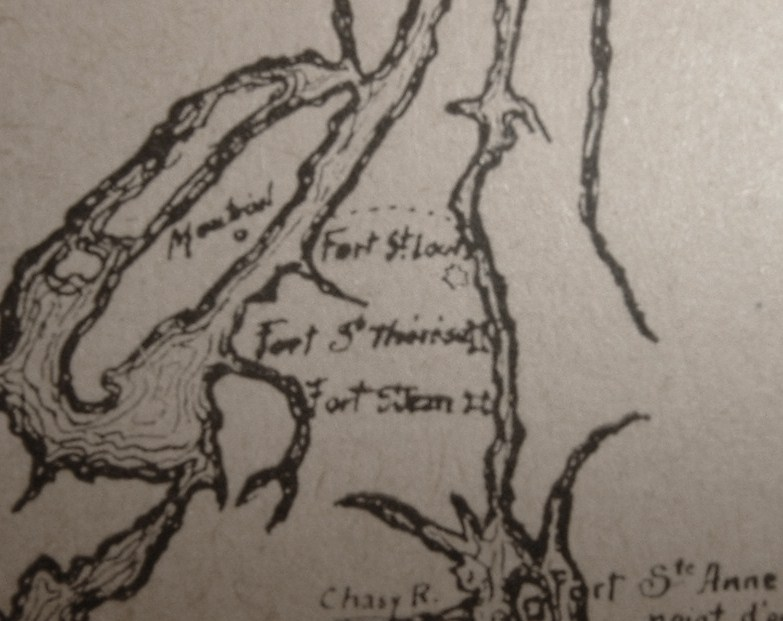
Ancienne carte du Fort Saint-Jean et autres forts de la rivière Richelieu, circa 1666 lors de la campagne du Régiment de Carignan-Salières
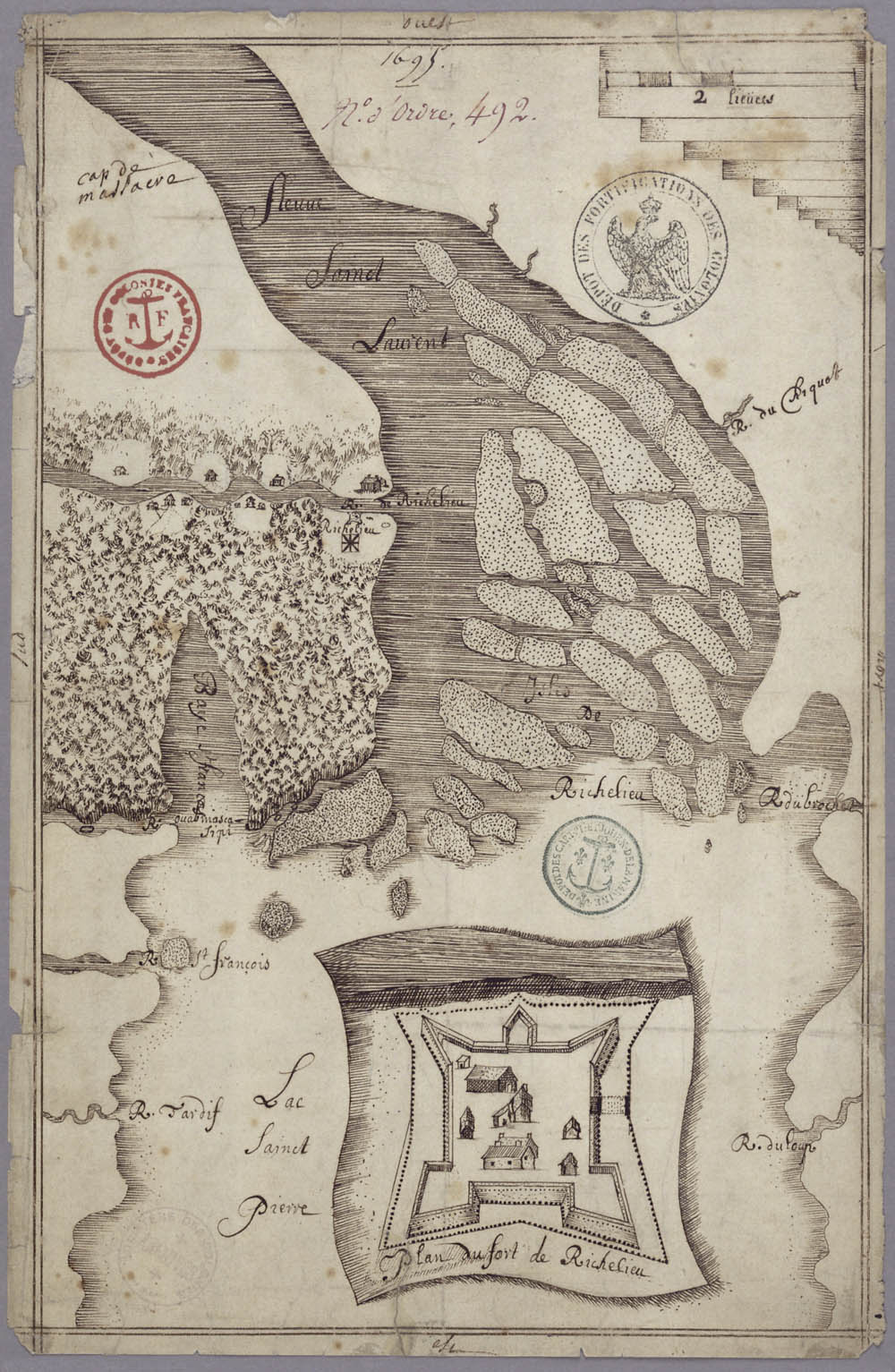
Ancienne carte incluant un plan du Fort Richelieu, circa 1695.
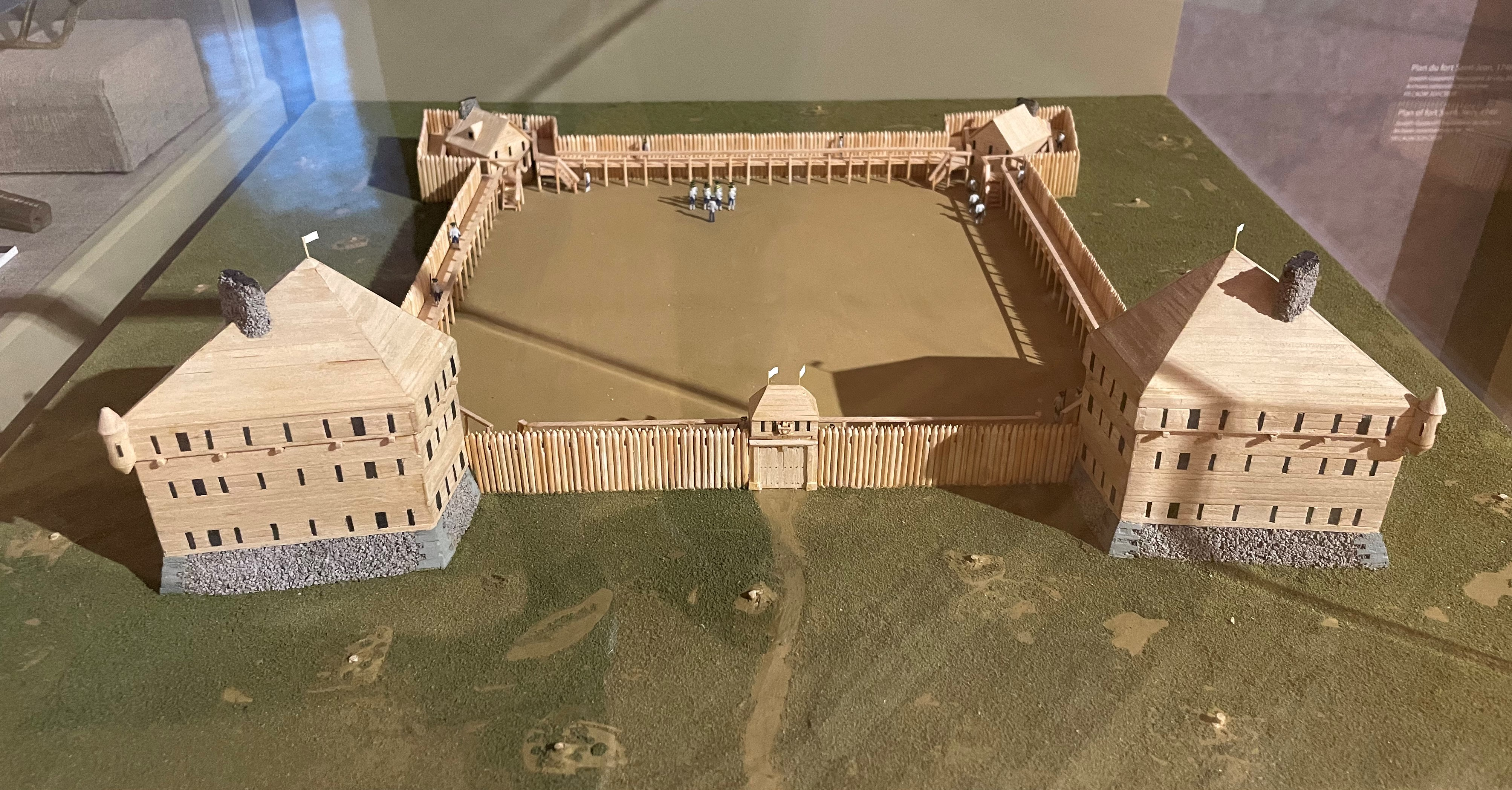
Fort Saint-Jean c1748
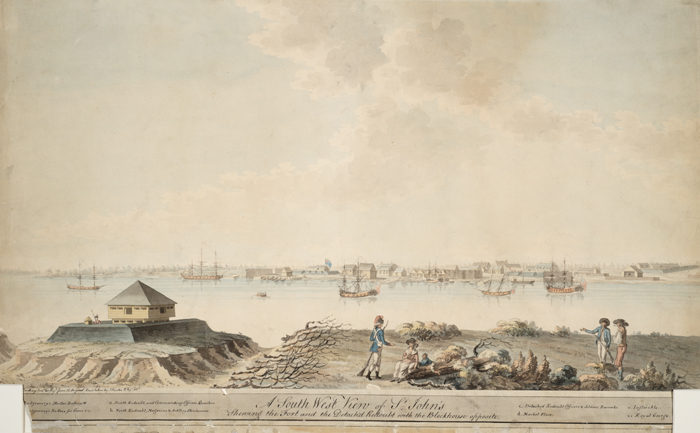
Fort Saint-Jean circa 1775, siège du fort
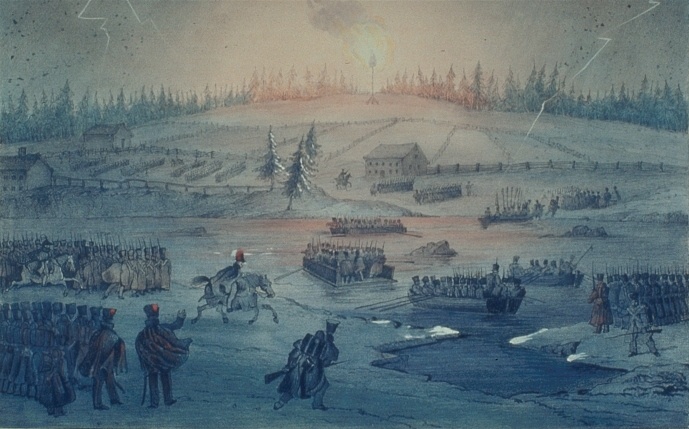
Promenades sur le Richelieu durant la nuit
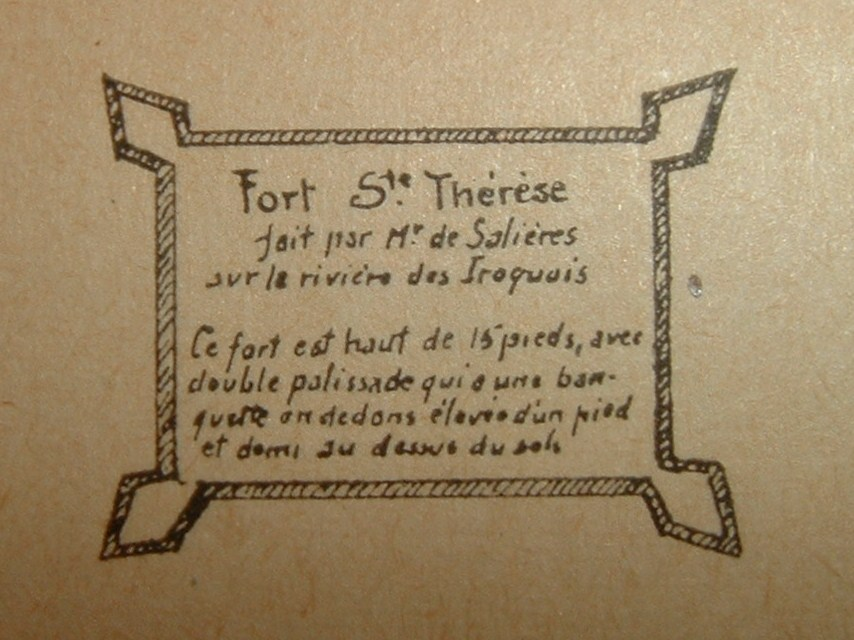
Fort Sainte-Thérèse sur Richelieu
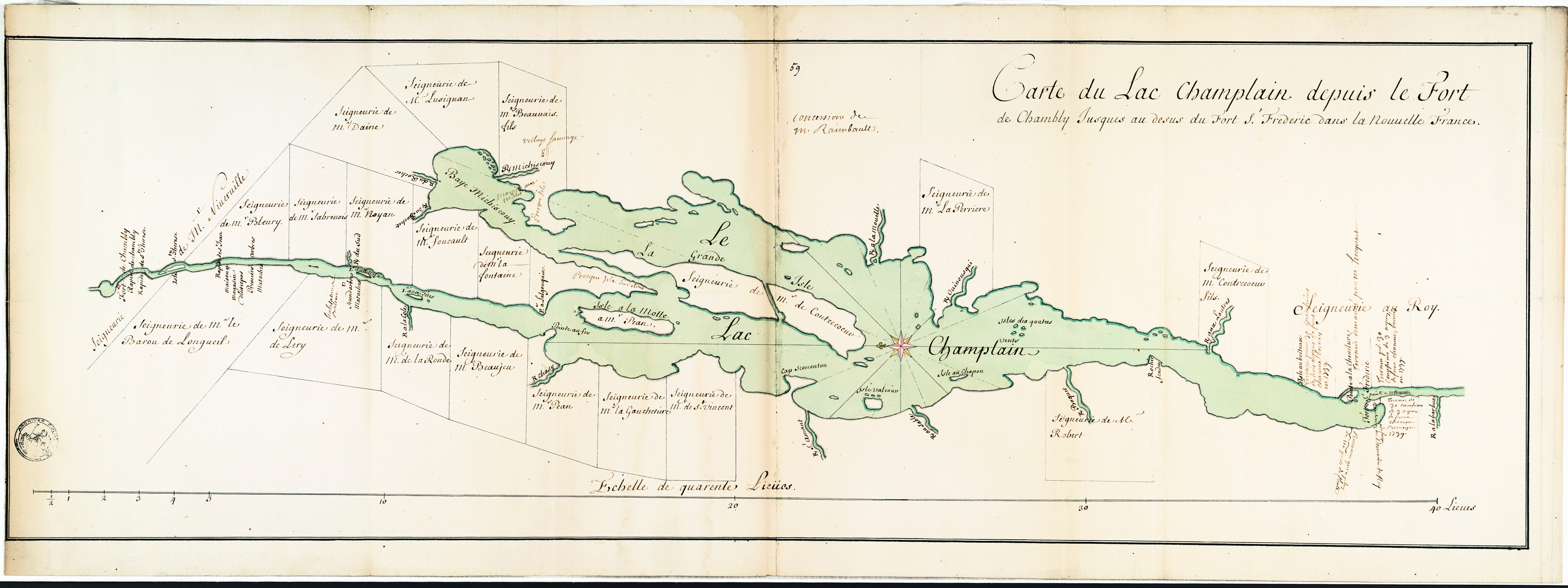
Carte ancienne (Nouvelle-France) Rivière Richelieu et Lac Champlain

## Problèmes environnementaux

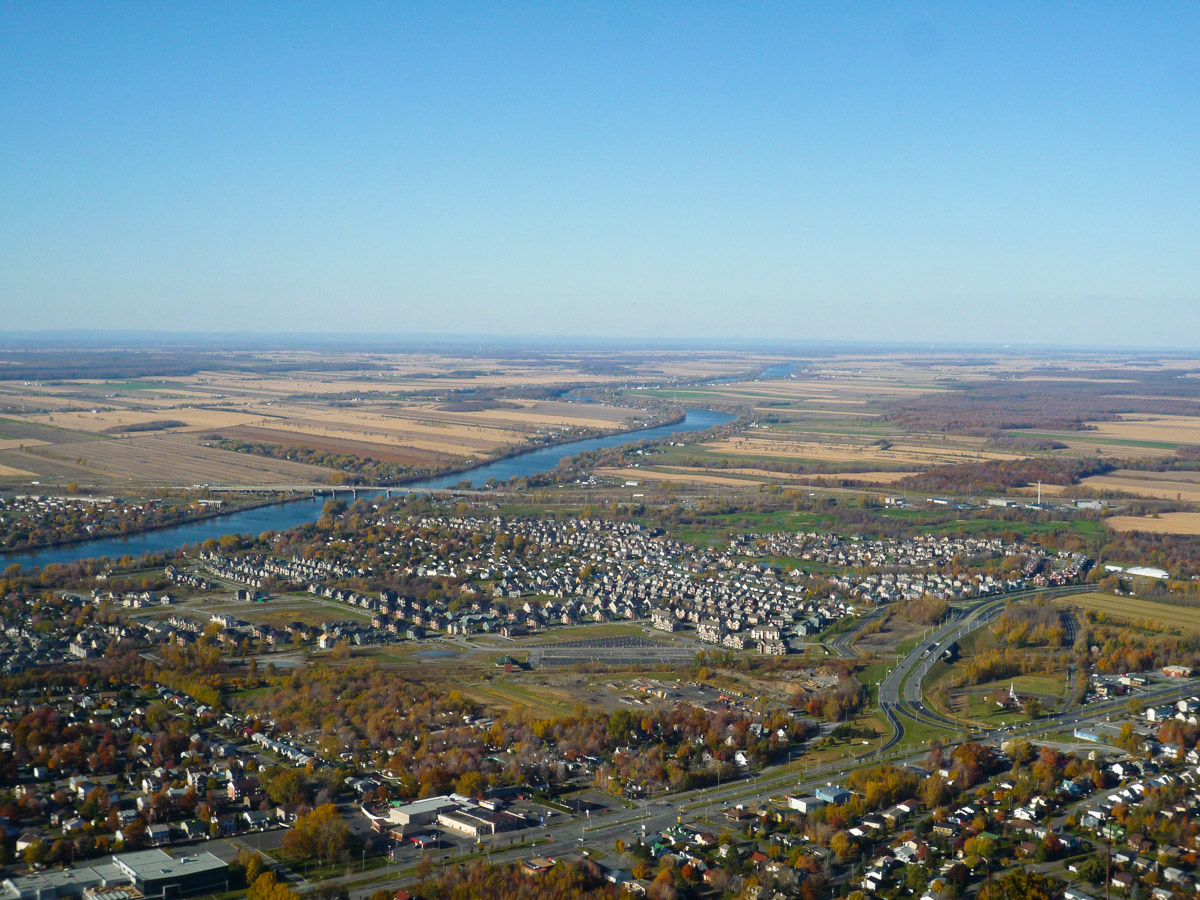
Une section de la rivière Richelieu, vue du mont Saint-Hilaire.

La pollution liée à l'urbanisation provient de deux sources principales : les égouts domestiques et les rejets liés à l'activité industrielle. L'urbanisation a aussi causé un affaissement des berges du Richelieu dans certains secteurs, notamment à cause de la perte du couvert végétal.  

### Pollution urbaine
Selon un rapport du gouvernement du Québec de 2009, quelque 46 municipalités sont susceptibles de déverser des eaux usées dans les cours d’eau du bassin versant du Richelieu. En 2009, 39 municipalités sont dotées d’un réseau d’égouts et représentent près de 206 000 personnes, soit environ 69 % de la population du bassin versant. À la suite de la mise en activité des stations d’épuration de Saint-Denis-sur-Richelieu et de Saint-Paul-de-l’Île-aux-Noix, en 2006, et de la station de Saint-Charles-sur-Richelieu, en 2009, toute l’eau des réseaux d’égouts est désormais traitée par un total de 26 stations d’épuration.
Cependant, certaines stations d’épuration, dont celles de Carignan, de Saint-Alexandre, de Saint-Amable et de Sainte-Julie ne satisfaisaient pas à toutes les exigences du gouvernement du Québec en 2006. De plus, en période de forte pluie ou de fonte des neiges, des débordements d’eaux usées vers le Richelieu peuvent survenir (stations de Chambly, d'Hemmingford, et de Saint-Jean-Baptiste).

### Pollution industrielle
L’activité industrielle dans le bassin du Richelieu est très diversifiée ; on y retrouve plusieurs entreprises, appartenant principalement aux secteurs de l’agroalimentaire, de la chimie, de la transformation métallique et du textile. Les centres industriels du bassin versant sont les municipalités de Saint-Jean-sur-Richelieu, de Longueuil, de Chambly, de Saint-Bruno-de-Montarville, de Belœil et de Sainte-Julie. Le dernier bilan industriel du gouvernement du Québec, qui remonte à 1995, faisait état de 50 entreprises potentiellement polluantes dans le bassin de la rivière Richelieu. 
Les usines de traitement des eaux  réduisent de façon importante les charges polluantes déversées dans l’eau, mais ne les éliminent pas. Les rejets industriels et urbains contribuent à la pollution des milieux aquatiques même après traitement.

### Stabilisation des berges du Richelieu
L’érosion des berges de la rivière Richelieu a occasionné l’affaissement de l’accotement des routes 133 et 223 entre les municipalités de Saint-Basile-le-Grand et de Saint-Ours.  Le ministère des transports projette donc de stabiliser les berges du Richelieu dans ce secteur.  Les municipalités concernées par ces travaux sont Saint-Basile-le-Grand, McMasterville, Mont-Saint-Hilaire, Saint-Marc-sur-Richelieu, Saint-Charles-sur-Richelieu, Saint-Antoine-sur-Richelieu, Saint-Denis-sur-Richelieu et Saint-Ours. Les travaux consisteront à reboiser en respectant la diversité des végétaux et à mettre en place des pierres afin de solidifier les accotements routiers.
Un avis de projet pour la stabilisation des berges a été déposé en janvier 2001 (mis à jour en janvier 2003).  Le rapport principal de l’étude d’impact a été déposé en décembre 2004, ainsi qu’une étude des impacts sur les habitats de poissons (septembre 2008) et un inventaire de certains végétaux (aout 2006).  En janvier 2011, M. Jean Paré, membre du bureau d’audience publique en environnement a été nommé responsable de la commission d’enquête et d’audition publique pour le projet.  Des audiences publiques se sont déroulées les 15 février et 14 mars 2011, à Beloeil.
Bien que le développement urbain se fasse de façon désorganisée, des efforts sont entrepris par les municipalités pour améliorer la qualité de l'eau en concentrant le développement industriel autour des axes routiers, afin de conserver l'état des berges et des zones naturelles qui font partie du patrimoine environnemental de la région. Les villes ont également établi des règlements contre le gaspillage de l'eau et collaborent avec le gouvernement du Québec qui a instauré la loi 28 qui délimite la superficie des terrains privés situés en bordure de la rivière Richelieu. Elle évitera aussi que les difficultés de délimitation ne nuisent à d’éventuelles transactions immobilières ou à des demandes de financement.
La loi 28 a été adoptée à l’unanimité par l’Assemblée nationale le 18 juin 2009.
Elle concerne la délimitation du domaine hydrique de l'État, en plus de favoriser la protection des écosystèmes de certains milieux humides situés en bordure de la rivière. Cette zone compte parmi les plus riches sur le plan de la biodiversité. L'objectif général est d'assurer la sauvegarde de certaines zones identifiées en raison de leur intérêt écologique.
La loi 28 vise la partie de la rivière située entre la frontière du Québec et des États-Unis d'Amérique et la limite sud de terrains situés à proximité du pont Gouin sur le territoire de la ville de Saint-Jean-sur-Richelieu. La délimitation visée par le projet de loi concerne environ 1 300 propriétaires riverains. Le territoire protégé traverse les municipalités de Lacolle, d'Henryville, de Noyan, de Sainte-Anne-de-Sabrevois, de Saint-Blaise-sur-Richelieu, la ville de Saint-Jean-sur-Richelieu et la paroisse de Saint-Paul-de-l'Île-aux-Noix. Au total, 865 hectares de milieux humides du sud du Québec sont protégés de façon permanente.

### Pollution engendrée par les activités agricoles
Environ 73 % des paysages retrouvés le long de la rivière sont agricoles. On y retrouve principalement des cultures de céréales, de maïs, de foin, des terres de labours, des pâturages et des friches.
La rivière Richelieu fait partie des cours d’eau dont le taux d’apports toxiques
est le plus élevé. Le Ministère de l’Environnement prélève régulièrement des échantillons d’eau dans les régions où l’on cultive du maïs, et le bassin hydrographique de la rivière a été identifié comme contenant plusieurs agents polluants. Dans un rapport produit par le Ministère de l’Environnement et de la Faune du Québec en 1998, on rapportait la présence d’atrazine, un herbicide interdit dans plusieurs pays européens. Ce pesticide, utilisé dans la culture de maïs, provoque chez les animaux plusieurs problèmes de santé. Même si son effet n’a pas été démontré sur les humains, sa présence est tout de même un indicateur de pollution d’un cours d’eau. 
La croissance accrue de l’agriculture sur le long de la rivière Richelieu depuis la parution du rapport donne matière à s’inquiéter des niveaux actuels de ce pesticide. En 2009 le ministère publie un autre rapport qui rapporte une large utilisation de pesticides sur la presque totalité (96 %) des cultures à grande interligne (comme le maïs ou le soja). 
De plus, les sédiments puisés à l’embouchure de la rivière Richelieu, en bordure des champs de maïs transgéniques Bt, contiennent des concentrations de la toxine Bt (provenant de la bactérie Bacillus thuringiensis et sécrétée par le maïs transgénique) cinq fois plus élevées que les eaux de drainage et les sédiments des terres agricoles environnantes. Cette toxine rend le maïs résistant aux insectes défoliateurs. Les racines du maïs transgénique Bt transmettraient ce gène à d’autres bactéries qui, à leur tour, produisent du Bt. Ce serait par l’écoulement des eaux que cette toxine se retrouve dans le système fluvial.
La rivière Richelieu est largement utilisée à des fins récréatives et d’approvisionnement en eau potable et la gestion des eaux constitue donc une préoccupation constante pour les dirigeants et administrateurs municipaux qui ont inauguré en 1997 la Station d’épuration du Haut-Richelieu. Depuis, la station d’épuration recueille l’ensemble des eaux d’égouts et des déchets provenant des résidences, commerces, industries, édifices administratifs, ainsi que les eaux d’infiltration et de ruissellement de surface, en zone urbaine pour retourner à la rivière une eau épurée. 
Comme les zones agricoles ne sont pas desservies par les systèmes d'aqueducs, les composés utilisés lors de l'épandage (engrais chimiques, purin, etc.) se retrouvent directement dans l'environnement.  Le phosphore et l'ammoniac qu'ils contiennent s'écoulent jusqu'à la rivière. Alors que le phosphore favorise la prolifération de cyanobactéries (algues bleues), l'ammoniac possède un potentiel hautement toxique. Néanmoins, des règlements gouvernementaux visant à réduire les impacts agricoles sur les milieux riverains ont été instaurés.  Depuis 2009, il est interdit de stocker une plus grande quantité de déjections animales que celle requise aux fins d'épandage d'un champ. Cette limite est calculée en fonction de la teneur en phosphore de l'amas de déjections stocké.

### Qualité de l'eau
Selon le ministère du Développement durable, de l'Environnement et des Parcs du Québec (MDDEP) l'évaluation de la qualité de l'eau passe par cinq niveaux : bonne, satisfaisante, douteuse, mauvaise et très mauvaise. En juin 2010, la qualité de l’eau de la rivière Richelieu était « satisfaisante ». C’est une nette amélioration par rapport à la dernière décennie. À l’époque, la qualité de l’eau était jugée « mauvaise » et même « très mauvaise » à certains endroits. 
Selon un rapport du gouvernement du Québec, la qualité de l’eau du Richelieu en 1995 varie de douteuse à très mauvaise. Les rejets urbains non-traités de plusieurs villes, dont Saint-Bruno-de-Montarville, Saint-Charles-sur-Richelieu, Saint-Marc-sur-Richelieu, Saint-Denis-sur-Richelieu, Saint-Antoine-sur-Richelieu, Sorel, Saint-Basile-le-Grand, McMasterville, Mont-Saint-Hilaire, Otterburn Park et Beloeil sont déversés dans la rivière, contribuant à de hautes concentrations de phosphore et de coliformes fécaux dans le milieu aquatique.
Une des principales raisons de l'amélioration de la qualité de l'eau est l’installation, en 1997, d’une station d’assainissement des eaux usées située à Saint-Jean-sur-Richelieu. Cette station d’épuration traite les eaux usées de 200 000 personnes et de plusieurs industries avant qu’elles ne soient déversées dans la rivière. Plusieurs facteurs étaient à l’origine de la mauvaise qualité de l’eau tels la présence de nombreuses entreprises industrielles et l’activité agricole aux abords de la rivière Richelieu.  
Selon le MDDEP, les « résultats obtenus pour les stations de mesure situées sur le cours principal de la rivière montrent que la qualité est bonne à son point d’entrée en territoire québécois, satisfaisante jusqu’au nord de Saint-Jean-sur-Richelieu, douteuse en aval du bassin de Chambly, à la hauteur de la traverse de Saint-Charles-sur-Richelieu, et mauvaise à la hauteur de la prise d’eau de la station de filtration de Sorel-Tracy. Dans le cas du Bas-Richelieu, la qualité aux stations de Saint-Charles et de Sorel-Tracy est limitée par les matières en suspension et le degré de turbidité de l’eau  ».
La qualité de l’eau est surveillée par sept stations de mesure qui recueillent des données tous les mois. L'analyse de la qualité des eaux du bassin de la rivière Richelieu est établie selon l’Indice de qualité bactériologique et physicochimique. Celui-ci recense sept facteurs présents durant la saison estivale qui indiquent une mauvaise qualité de l’eau (phosphore, coliformes fécaux, azote ammoniacal, nitrites et nitrates, chlorophylle a totale, turbidité et matières en suspension) . 
La qualité de l'eau a des impacts multiples. Sur le plan écologique, les poissons dits « sentinelles » sont des espèces sensibles à la qualité de l'eau dans laquelle ils évoluent (comme le Fundulus heteroclitus). Ils périssent rapidement lorsque la qualité de l’eau se dégrade ; leur présence est donc directement liée par cet indice et peut en servir d'indicateur. Le chevalier cuivré est un poisson qui vie seulement dans la région. Cela prouve aussi le bon indicateur de survie de la rivière Richelieu. Sur le plan économique, une eau de bonne qualité permet d'ouvrir des plages publiques. Ainsi, la municipalité de Saint-Paul-de-l'Île-aux-Noix possède une plage publique sur les berges de la rivière. Compte tenu des variations de la qualité de l’eau, on la vérifie toujours avant d'en donner l’accès au public.

## Faune et flore
Dans les zones urbaines ou agricoles, on retrouve principalement des petits mammifères tels que les mouffettes, les ratons laveurs, les écureuils et les marmottes. Les zones forestières, qui représentent 16 % du territoire du bassin versant, abritent une faune plus diversifiée : on y retrouve entre autres des visons d'Amérique, des cerfs de Virginie, des castors, des grenouilles et plusieurs espèces de tortues, dont la tortue-molle à épines qui est une espèce menacée,. La conservation de 10 espèces aquatiques inscrites à la LEP et 2 espèces en péril font l’objet d’un plan d’action multiespèce dans la rivière Richelieu. Dans le Richelieu, il y a plus de 500 types de plantes terrestre et aquatique.
Mais les espèces animales les plus fréquemment aperçues proviennent de la faune aviaire. Parce que la rivière coule sur un axe nord-sud, elle constitue un couloir de migration et on y observe plusieurs oiseaux migrateurs. Une halte migratoire est située près de Saint-Jean-sur-Richelieu ; selon la période de l’année, on peut apercevoir différentes espèces d’oiseaux. Par exemple, à l’automne on peut constater la venue de milliers de bernaches et de canards. On peut également y apercevoir la pie-grièche migratrice (une espèce menacée), de même que le faucon pèlerin et l'aigle royal (classés comme espèces vulnérables,), des parulines azurées et des pics à tête rouge, pour ne nommer que ceux-là.
En ce qui concerne la flore, le bassin versant de la rivière Richelieu appartient au domaine bioclimatique de l'érablière à caryer cordiforme. On y trouve entre autres des érables à sucre et des érables argentés, des caryers cordiformes, des chênes à gros fruits et des chênes bicolores, des ormes d'Amérique et des frênes noirs, ainsi que plusieurs arbustes et plantes herbacées,. Parmi ces dernières, plusieurs sont considérées comme vulnérables ou menacées d'extinction. C'est le cas notamment de l'aplectrelle d'hiver (Aplectrum hyemale), de l'ail des bois (Allium tricoccum) et du lis du Canada (Lilium canadense).
À la fin des années 1990, on a constaté la présence de la châtaigne d’eau à l’embouchure de la rivière Richelieu. Cette espèce envahissante menace d’étouffer la faune et la flore, car elle se multiplie à une vitesse fulgurante. Le ministère du Développement durable, de l'Environnement et des Parcs du Québec lutte pour s’en débarrasser ; d’ailleurs, une campagne d’arrachage a débuté en 2001. Des partenaires, comme le CIME Haut-Richelieu, a permis de contrôler l’envahissement de cette plante en la récoltant.

### Poissons

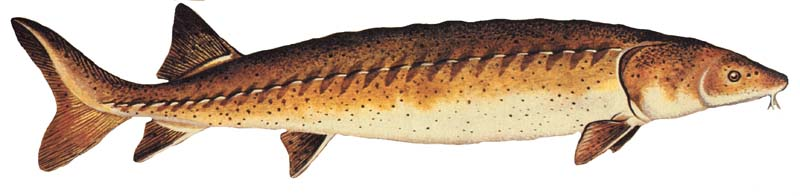
L'esturgeon jaune

La rivière Richelieu abrite plus de cinquante espèces de poissons. Plusieurs d’entre elles sont considérées menacées ou en voie de disparition, comme le chevalier cuivré, le chevalier de rivière et l’esturgeon jaune. L’une des dernières frayères du chevalier cuivré (Moxostoma hubbsi), une espèce endémique du Québec, se trouve d’ailleurs dans la rivière. D’autres espèces, comme la tanche et le gobie à taches noires, sont exogènes. En effet, elles proviennent d’un milieu extérieur et ont été accidentellement introduites dans cet écosystème, souvent par le rejet des eaux de ballast des navires qui sillonnent le fleuve Saint-Laurent. Considérées comme nuisibles ou invasives, elles colonisent les eaux et les fonds et entrent en compétition avec certaines espèces indigènes (locales) constituant ainsi une menace pour l’intégrité des écosystèmes de la rivière.
Au cours de la dernière décennie, plusieurs moyens ont été mis en œuvre pour protéger les espèces menacées. Parmi ces projets, notons en 2001, l’échelle à poissons Vianney-Legendre qui fut construite afin d'aider les poissons à franchir le barrage du canal de Saint-Ours. Nommée ainsi pour honorer la mémoire de Vianney-Legendre, ichtyologiste renommé, cette structure à caractère innovateur a été conçue pour accommoder différentes espèces de poissons, en particulier celles qui sont menacées. Cette échelle peut même servir à sensibiliser la population sur le rétablissement des espèces menacées. En 2002, le refuge faunique Pierre-Étienne-Fortin (premier naturaliste ayant décrit le chevalier cuivré) a été créé en vue de protéger une aire de reproduction du chevalier cuivré. L’accès au refuge est interdit pendant la période de reproduction qui s’étend de la fin juin à la fin juillet. Enfin, tous les étés depuis 2006, dans le cadre d’un projet de gardiennage mis sur pied par le Comité de concertation et de valorisation du bassin de la rivière Richelieu (COVABAR), des agents de sensibilisation sillonnent la rivière dans le but de faire connaître aux plaisanciers la situation précaire du chevalier cuivré et de leur rappeler les règlements et mesures en vigueur pour assurer sa protection,.
Par ailleurs, les espèces envahissantes et la présence humaine croissante ne sont pas seules responsables de la fragilité de certaines populations. Selon un rapport du ministère québécois du Développement durable, de l’Environnement et des Parcs (MDDEP) réalisé en 1998, la présence d’agents polluants et toxiques dans les eaux de la rivière constitue aussi une « source de stress » pour les poissons. À plusieurs endroits dans la rivière, une proportion inquiétante de poissons (plus de 13 %) présentaient des anomalies, ce qui serait le signe d’un « état de santé précaire » de la communauté ichtyologique. Toutefois, la présence importante de poissons piscivores et de certaines espèces vulnérables, comme le fondule barré, amenait le MDDEP à maintenir l’indice d’intégrité du poisson à « moyen » (à l’exception du secteur de Saint-Jean-sur-Richelieu, où il était jugé « faible »). Le méné à menton noir, la barbotte des rapides et la lamproie de l’Est font aussi partie des espèces sentinelles du bassin versant de la rivière Richelieu, à l’instar du chevalier cuivré, dont la présence constitue un indice de la qualité de l’eau et du milieu aquatique. Les données présentées dans le rapport de 1998 sont toujours utilisées comme référence en 2011.
La fragilité de certains écosystèmes n’empêche pas la pratique d’activités sportives ou de loisirs. Certains poissons de la rivière peuvent atteindre des tailles impressionnantes et présentent un intérêt pour la pêche sportive. Cette activité est toutefois réglementée : des restrictions périodiques et sectorielles ainsi que des limites quotidiennes de prises peuvent s'appliquer entre autres aux esturgeons, aux chevaliers, aux meuniers et au bar rayé.